# Gibraleón
Gibraleón település Spanyolországban, Huelva tartományban. Gibraleón Alosno, Huelva, Punta Umbría, Cartaya, Villanueva de los Castillejos, San Bartolomé de la Torre, Trigueros, San Juan del Puerto és Aljaraque községekkel határos. Lakosainak száma 13 144 fő (2024).

## Népesség
A település népessége az utóbbi években az alábbiak szerint változott:
| Lakosok száma | 10 818 | 11 123 | 11 349 | 12 258 | 12 587 | 12 474 | 12 523 | 12 607 | 12 810 | 13 144 |
|               | 2001   | 2004   | 2006   | 2009   | 2011   | 2014   | 2016   | 2019   | 2021   | 2024   |